# سام جاكوبسون
سام جاكوبسون (بالإنجليزية: Sam Jacobson)‏ مواليد 22 يوليو 1975 في كوتج غروف، هو لاعب كرة سلة أمريكي سابق. بدأ مسيرته الاحترافية في سنة 1998. تم اختياره من قبل فريق لوس أنجلوس ليكرز خلال الدرافت. يبلغ طوله 6 قدم 4 بوصة (1.9 م). اعتزل اللعب في 2007.

## المسيرة الاحترافية
لعب مع لوس أنجلوس ليكرز من سنة 1998 إلى 2000، ثم لعب مع غولدن ستايت ووريورز في سنة 2000، ثم لعب مع نادي أولمبياكوس لكرة السلة في سنة 2000، ثم لعب مع مينيسوتا تمبر ولفز في موسم 2000–2001، ثم لعب مع شوليه باسكت في الدوري الفرنسي في سنة 2007.

## روابط خارجية
- سام جاكوبسون على موقع الاتحاد الدولي لكرة السلة (الإنجليزية)
- سام جاكوبسون على موقع إن بي أي (الإنجليزية)
- سام جاكوبسون على موقع سبورتس رفرنس (الإنجليزية)
- سام جاكوبسون على موقع كرة السلة الأوروبية.كوم (الإنجليزية)
- سام جاكوبسون على موقع كلية كرة السلة في سبورتس رفرنس.كوم (الإنجليزية)
- سام جاكوبسون على موقع ريلجم (الإنجليزية)
- سام جاكوبسون على موقع بروبوليرز (الإنجليزية)
- سام جاكوبسون على موقع سبورتس رفرنس (الإنجليزية)